# Aransas County
Das Aransas County ist ein County im Bundesstaat Texas der Vereinigten Staaten. Das U.S. Census Bureau hat bei der Volkszählung 2020 eine Einwohnerzahl von 23.830 ermittelt. Der Sitz der County-Verwaltung (County Seat) befindet sich in Rockport.

## Geographie
Das County liegt im Südosten von Texas, am Golf von Mexiko und hat eine Fläche von 1367 Quadratkilometern, wovon 715 Quadratkilometer Wasserfläche sind. Es grenzt im Uhrzeigersinn an folgende Countys: Calhoun County, San Patricio County und Refugio County.

## Geschichte
Aransas County wurde am 18. September 1871 aus Teilen des Refugio County gebildet. Benannt wurde es nach Rio Nuestra Senora de Aranzazu, einem spanischen Außenposten im frühen Texas, oder möglicherweise nach der Stadt Aransas Pass oder der Bucht Aransas Bay.
Der erste Europäer, der dieses Land gesehen hat, war wohl Alonso Álvarez de Pineda, der im Sommer 1519 die Küste von Texas entlang segelte und dabei auch die Aransas Bay erkundete.
Fünf Bauwerke des Countys sind im National Register of Historic Places (NRHP) eingetragen (Stand 18. September 2018).

## Demografische Daten

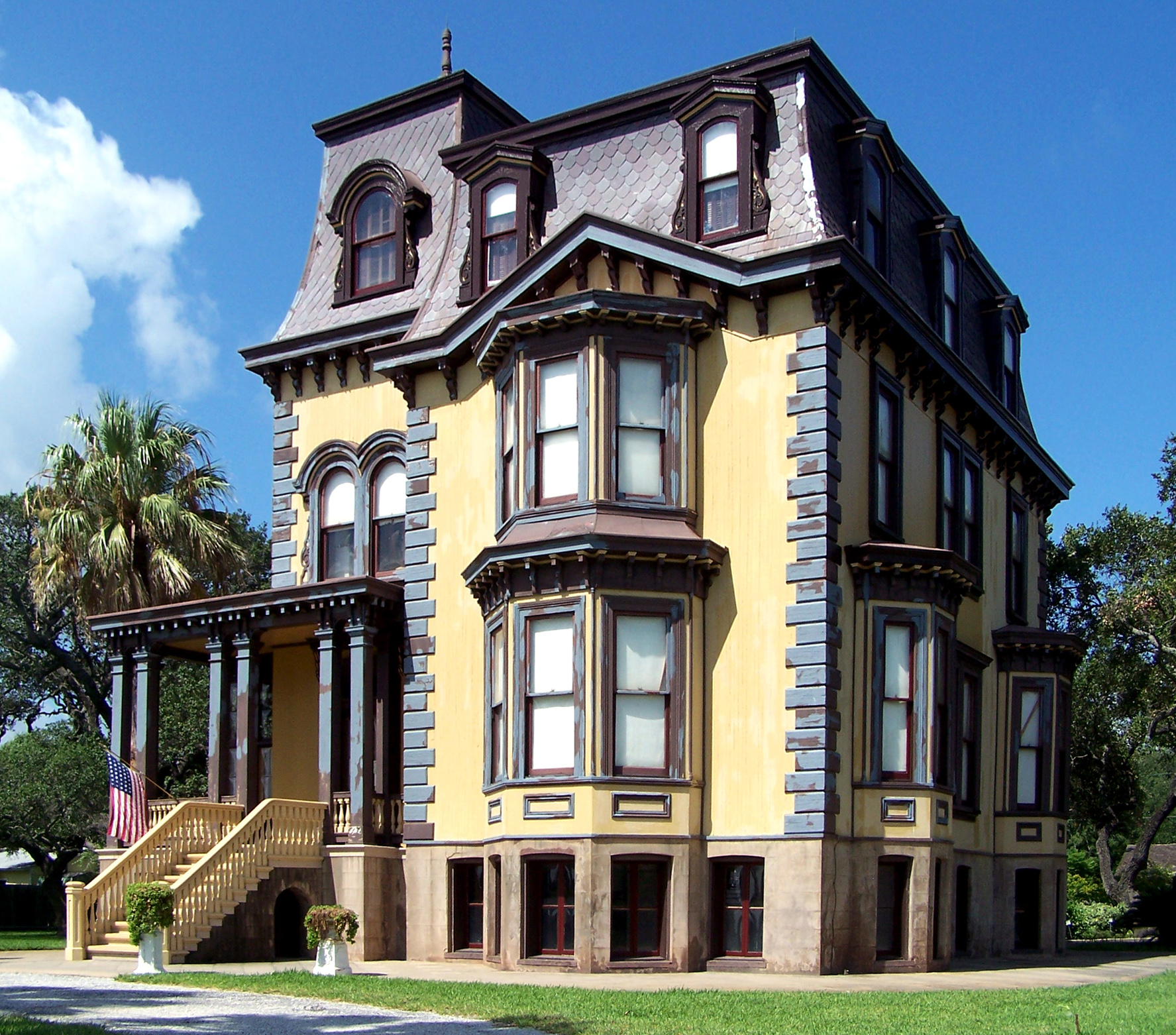
Das Fulton Manison Haus, gelistet im NRHP mit der Nr. 75001945

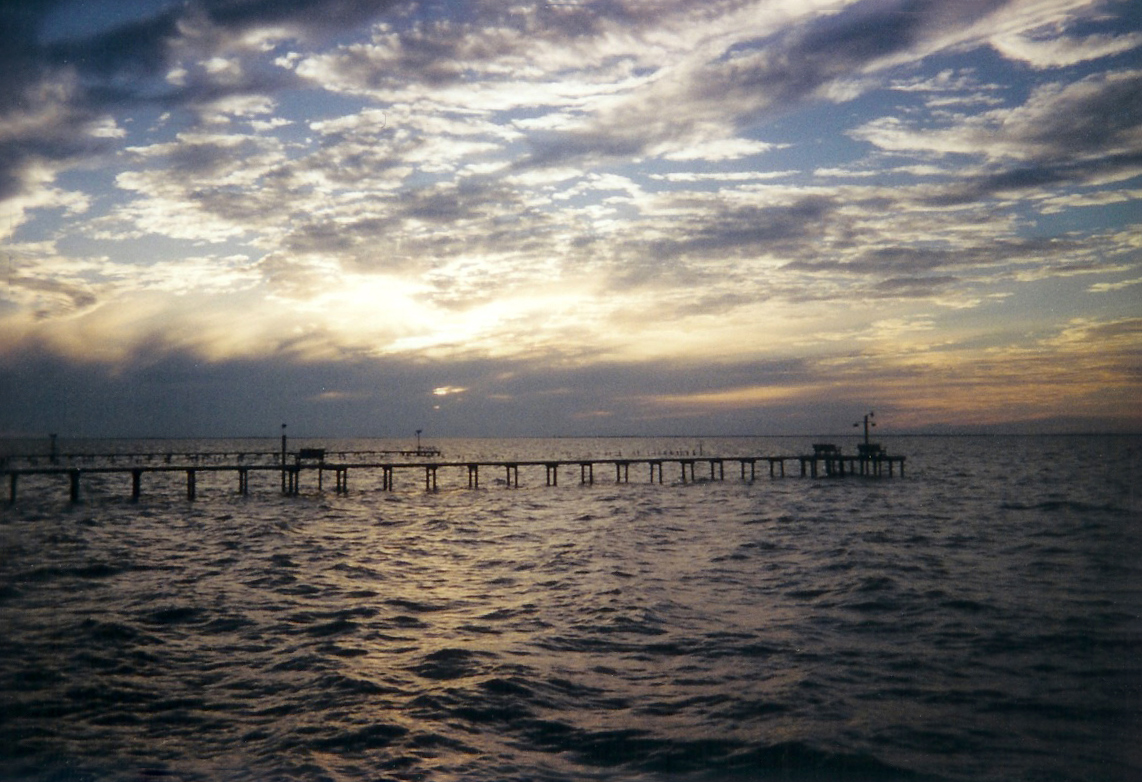
Pier im östlichen Teil der Copano Bay

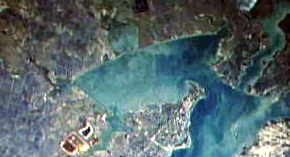
Luftaufnahme der Copano Bay

Nach der Volkszählung im Jahr 2000 lebten im Aransas County 22.497 Menschen in 9.132 Haushalten und 6.401 Familien. Die Bevölkerungsdichte betrug 34 Einwohner pro Quadratkilometer. Ethnisch betrachtet setzte sich die Bevölkerung zusammen aus 87,44 Prozent Weißen, 1,43 Prozent Afroamerikanern, 0,58 Prozent amerikanischen Ureinwohnern, 2,77 Prozent Asiaten, 0,05 Prozent Bewohnern aus dem pazifischen Inselraum und 5,33 Prozent aus anderen ethnischen Gruppen; 2,39 Prozent stammten von zwei oder mehr Ethnien ab. 20,32 Prozent der Einwohner waren spanischer oder lateinamerikanischer Abstammung.
Von den 9.132 Haushalten hatten 27,0 Prozent Kinder oder Jugendliche, die mit ihnen zusammen lebten. 57,0 Prozent waren verheiratete, zusammenlebende Paare 9,4 Prozent waren allein erziehende Mütter und 29,9 Prozent waren keine Familien. 25,3 Prozent waren Singlehaushalte und in 11,6 Prozent lebten Menschen im Alter von 65 Jahren oder darüber. Die durchschnittliche Haushaltsgröße betrug 2,43 und die durchschnittliche Familiengröße betrug 2,90 Personen.
23,8 Prozent der Bevölkerung war unter 18 Jahre alt, 6,2 Prozent zwischen 18 und 24, 23,2 Prozent zwischen 25 und 44, 27,1 Prozent zwischen 45 und 64 und 19,7 Prozent waren 65 Jahre alt oder älter. Das Medianalter betrug 43 Jahre. Auf 100 weibliche Personen kamen 98,9 männliche Personen und auf 100 Frauen im Alter von 18 Jahren oder darüber kamen 95,5 Männer.
Das jährliche Durchschnittseinkommen eines Haushalts betrug 30.702 USD, das Durchschnittseinkommen einer Familie betrug 34.915 USD. Männer hatten ein Durchschnittseinkommen von 31.597 USD, Frauen 20.289 USD. Das Prokopfeinkommen betrug 18.560 USD. 15,5 Prozent der Familien und 19,9 Prozent der Einwohner lebten unterhalb der Armutsgrenze.

## Orte im County
| - Copano Village - Estes | - Fulton - Fulton Beach | - Lamar - Rockport |

- Aransas Pass (teilweise im San Patricio und Nueces County)
- Corpus Christi (größtenteils im Nueces County)

## Schutzgebiete und Parks
- Aransas National Wildlife Refuge
- Copano Bay Causeway State Park
- Fulton Mansion State Historical Park
- Goose Island State Park
- Memorial Park
- Seabreeze Park